# 陈艳青
陳艷青（1979年5月4日—），中国江苏省苏州人，女性，中國举重運動員。

## 生涯
陳艷青生于苏州西山镇（今金庭镇）一个果农家庭，是家中最小的孩子，有两个姐姐。在1990年開始於苏州体校参加舉重训练，1994年入選江苏省举重隊。1995年获得全国举重锦标赛第四名、第一届亚洲青年女子举重锦标赛冠军，同年入選國家隊。

### 初期运动生涯，成为世界冠军
陳艷青在加入國家隊後的次年，即1996年，在全国锦标赛59公斤级賽事中贏得抓举/挺举/总成绩三项冠軍。
1997年，在八運會得到抓举/总成绩冠军、挺举第三。世界锦标赛64公斤级抓举/挺举/总成绩三项冠军。
1998年，全国锦标赛58公斤级抓举/挺举/总成绩三项冠军、世界大学生運動會58公斤级抓举/挺举/总成绩三项冠军，以及亞運會女子58公斤级举重比赛金牌。
1999年在全国锦标赛58公斤级抓举/挺举/总成绩三项冠军，世界青年锦标赛58公斤级抓举/挺举/总成绩三项冠军，世界锦标赛抓举/总成绩两项冠军，挺举亚军。
在2000年全国锦标赛抓举/挺举/总成绩三项亞軍。
2000年在女子举重58公斤级项目中，陈艳青已占据绝对优势，在悉尼奥运会选拔赛中，以总成绩242公斤夺冠。然而在中国举重队误信一则境外新闻：朝鲜有一名女子举重58公斤级选手，训练总成绩与陈艳青不相上下。中国举重队在女子举重7个级别中只能选派4名选手参赛，由此陈艳青的58公斤级失去悉尼奥运会参赛资格。事后证明这是一则假情报。陈艳青的状态受到严重打击，成绩下滑，在2001年的九运会上，只拿到第三名铜牌。赛后，陈艳青退役，到苏州大学财经学院读书，同时兼任苏州体育专业运动队管理中心女子举重教练。

### 第一次复出 雅典奥运会夺冠
2005年的十运会在江苏举办，其中的举重比赛在苏州大学举行。从2003年2月起，江苏省举重队的领导、陈艳青的教练曹新明反复动员她复出，带领年轻队员参加十运会。2003年11月8日，曹新明教练约请陈艳青共进早餐做最后努力，苦苦相劝，仍被陈艳青拒绝复出。事后整个上午陈艳青都在反复考虑，最后决定看当天下午举重队训练前看曹新明教练是否仍像过去一样诚恳待她，不因她拒绝复出“不再有用”而另眼相看。由于从2001年起陈艳青已经不是运动员编制，举重队不再给她每天发放牛奶。曹新明教练当时家里的孩子很小，每天订的酸奶如果没喝完就拿到举重队给陈艳青或者她的师姐唐卫芳。根据见诸媒体的报道，陈艳青说：“当时我就想，他现在已经不带我了，为什么还要拿牛奶给我，如果他今天还拿牛奶来，我就练，不拿我就不练了。”结果是当天午后训练课前曹新明教练如往常一样将两瓶酸奶带给陈艳青。这一行为打动了陈艳青，终于决定复出恢复训练，参加十运会比赛。
从举起五、六十公斤的体能起点，陈艳青保持了每周增加两公斤的速度恢复训练成绩，到次年（2004年）4月全国锦标赛再次获得冠军。2004年5月4日入选国家队备战雅典奥运会，此时据比赛不足3个月了。
在雅典奥运会，中国女子举重首个冲金项目48公斤级选手李卓失利。陈艳青顶着巨大的压力，以抓举107.5公斤、挺举130公斤，总成绩237.5公斤贏得了58公斤级女子举重金牌。奥运会后，陈艳青进入苏州大学商学院攻读工商管理本科。
2005年，陳艷青在江苏举办的十運會女子58公斤级舉重賽事中成功以總成績255公斤贏得了金牌，並破了抓举的世界紀錄。随后参加2005年10月29日开幕的澳门东亚运动会，夺得金牌。
在澳门参加完东亚运动会后，陈艳青当着电视台的摄像机镜头痛哭失声，宣布自己正式退役要去读书。她当时哭着说：“如果练到2008年，我就已经快30岁了。我不希望自己到了30岁的时候还没有享受过青春。”

### 第二次复出 多哈亚运会打破全部世界纪录
2006年1月，陈艳青回到国家队继续训练，并在当年的全国锦标赛上夺冠。2006年12月的多哈亚运会，以抓举111公斤、挺举140公斤和总成绩251公斤打破这三项世界纪录，拿下了被誉为“本次亚运会上中国代表团含金量最高、意义最重、最有价值”的一块金牌。赛后低调退役，回到苏州大学读书。

### 第三次复出 北京奥运会蝉联金牌
2007年4月，陈艳青回到国家队恢复中断了五个月的训练，备战北京奥运会。3个月后，在2007年8月的一次国家队内部测试中，再次成为该级别的佼佼者。在2008年4月的全国锦标赛暨奥运选拔赛上，陈艳青以245公斤的总成绩夺冠，大大超过近三届世锦赛、2008欧锦赛冠军成绩,确定了在该级别的绝对领先者地位，7月正式入选北京奥运会中国举重代表队。在2008年北京奥运会中，以抓举106kg，挺举138kg，总成绩244kg，打破了挺举成绩和总成绩两项奥运记录，在58公斤级卫冕成功。

### 新的生活
陈艳青于2007年7月从苏州大学商学院工商管理专业本科毕业。继续在苏州大学教育学院攻读教育心理学硕士学位，导师是苏州市副市长、学者朱永新教授。陈艳青是中国共产党第十七次全国代表大会党代表，胡锦涛给她题词“为你加油”。
2007年，陈艳青担任苏州市体育局副局长、党组成员，2012年任市体育局副局长、党组成员，苏州市政协文教卫体委副主任（兼），2020年底任市体育局副局长、党组成员、三级调研员。2023年8月18日，当选为苏州市妇联副主席。